# Sharron Angleová
Sharron Elaine Angleová (nepřechýleně Sharron Angle; * 26. července 1949, Klamath Falls, Oregon jako Sharron Elaine Ott) je americká politička. Je členkou Republikánské strany.
V letech 1999 až 2005 byla poslankyní ve státě Nevada, v roce 2010 kandidovala do amerického Senátu, ale proti demokratickému kandidátovi H. Reidovi neuspěla, mj. z důvodu, že část liberálních republikánských politiků podporovala jejího protikandidáta.